# العلاقات الإكوادورية السنغافورية
العلاقات الإكوادورية السنغافورية هي العلاقات الثنائية التي تجمع بين الإكوادور وسنغافورة.

## مقارنة بين البلدين
هذه مقارنة عامة ومرجعية للدولتين:
| وجه المقارنة                                              | الإكوادور                      | سنغافورة                                                             |
| --------------------------------------------------------- | ------------------------------ | -------------------------------------------------------------------- |
| المساحة (كم2)                                             | 283.56 ألف                     | 719                                                                  |
| عدد السكان (نسمة)                                         | 16.62 مليون                    | 5.89 مليون                                                           |
| الكثافة السكانية (ن./كم²)                                 | 58.61                          | 819.19 ألف                                                           |
| العاصمة                                                   | كيتو                           | سنغافورة                                                             |
| اللغة الرسمية                                             | اللغة الإسبانية، كيشوا ‏، شوار ‏ | لغة إنجليزية، اللغة الملايو، اللغة الصينية القياسية، اللغة التاميلية |
| العملة                                                    | دولار أمريكي، سوكري إكوادوري   | دولار سنغافوري                                                       |
| الناتج المحلي الإجمالي (بليون دولار)                      | 103.06 مليار                   | 323.91 مليار                                                         |
| الناتج المحلي الإجمالي (تعادل القوة الشرائية) بليون دولار | 185.24 مليار                   | 472.59 مليار                                                         |
| الناتج المحلي الإجمالي الاسمي للفرد دولار أمريكي          | 6.21 ألف                       | 52.89 ألف                                                            |
| الناتج المحلي الإجمالي للفرد دولار أمريكي                 | 11.37 ألف                      | 82.76 ألف                                                            |
| مؤشر التنمية البشرية                                      | 0.746                          | 0.925                                                                |
| رمز المكالمات الدولي                                      | +593                           | +65                                                                  |
| رمز الإنترنت                                              | .ec                            | .sg                                                                  |
| المنطقة الزمنية                                           | 00                             | ت ع م+08:00، توقيت سنغافورة المنسق ‏                                  |

## منظمات دولية مشتركة
يشترك البلدان في عضوية مجموعة من المنظمات الدولية، منها:
| علم المنظمة | اسم المنظمة                        | تاريخ انضمام الإكوادور | تاريخ انضمام سنغافورة |
| ----------- | ---------------------------------- | ---------------------- | --------------------- |
|             | مؤسسة التنمية الدولية              | 7 نوفمبر 1961          | 27 سبتمبر 2002        |
|             | يونسكو                             | 22 يناير 1947          | 8 أكتوبر 2007         |
|             | وكالة ضمان الاستثمار متعدد الأطراف | 12 أبريل 1988          | 24 فبراير 1998        |
|             | الأمم المتحدة                      | 21 ديسمبر 1945         | 21 سبتمبر 1965        |
|             | الاتحاد البريدي العالمي            | ?                      | ?                     |
|             | البنك الدولي للإنشاء والتعمير      | 28 ديسمبر 1945         | 3 أغسطس 1966          |
|             | المنظمة الهيدروغرافية الدولية      | ?                      | ?                     |
|             | الاتحاد الدولي للاتصالات           | 17 أبريل 1920          | 22 أكتوبر 1965        |
|             | منظمة حظر الأسلحة الكيميائية       | ?                      | ?                     |
|             | مؤسسة التمويل الدولية              | 20 يوليو 1956          | 4 سبتمبر 1968         |
|             | منظمة التجارة العالمية             | ?                      | ?                     |
|             | منظمة الشرطة الجنائية الدولية      | ?                      | ?                     |

## وصلات خارجية
- موقع وزارة الخارجية الإكوادورية
- موقع وزارة الخارجية السنغافورية